# Nederboelare
Nederboelare is een dorp in de Belgische provincie Oost-Vlaanderen en een deelgemeente van de stad Geraardsbergen, het was een zelfstandige gemeente tot aan de gemeentelijke herindeling van 1971.

## Geschiedenis
Nederboelare heette oorspronkelijk kortweg Boelare, voor het eerst in 822 vermeld als 'Buonlare', wat 'moerassig bebost terrein" (Germaans 'hlaêri') op vlakke grond (Germaans 'bôn') zou betekenen. Nadat in de 13e eeuw op het domein Boelare een tweede parochie ontstond, ging men het onderscheid maken door aan de namen respectievelijk Neder- en Over- toe te voegen, overeenkomstig de ligging van de beide parochies ten opzichte van de Dender.
Nederboelare vormde tot aan de Franse Revolutie het centrum van de baronie Boelare, in de kasselrij en het Land van Aalst, en heeft dus steeds de geschiedenis ervan gevolgd. De parochie vormde samen met het naburige Onkerzele een vierschaar.

## Bezienswaardigheden
- De moderne Sint-Machariuskerk, met zijn driezijdige, losstaande toren, dateert van 1971-72. Ontwerpers waren de architecten Leus en Gavel (Gent) en Borremans (Geraardsbergen).
- Het omwalde kasteel van Boelare, vroeger zetel van de gelijknamige baronie, is een 18de-eeuws complex, gebouwd op de plaats van de oorspronkelijke feodale burcht.

## Natuur en landschap
Het dorp ligt in Zandlemig Vlaanderen en de Denderstreek, in een golvend landschap met hoogtes die variëren tussen 17m en 45m. Nederboelare ligt aan de Dender, net ten noorden van het stadscentrum van Geraardsbergen, waarmee het vergroeid is geraakt. Ten zuiden van het stadscentrum, stroomopwaarts op de Dender, ligt Overboelare.
Ten noordoosten van de kom, aan de Dender, ligt het natuurgebied Boelaremeersen.

## Demografische ontwikkeling
- Bronnen:NIS, Opm:1831 tot en met 1970=volkstellingen

## Nabijgelegen kernen
Geraardsbergen, Goeferdinge, Schendelbeke
Deelgemeenten: Geraardsbergen · Goeferdinge · Grimminge · Idegem · Moerbeke · Nederboelare · Nieuwenhove · Onkerzele · Ophasselt · Overboelare · Schendelbeke · Smeerebbe-Vloerzegem · Viane · Waarbeke · Zandbergen · Zarlardinge

Overige plaatsen: Atembeke · Smeerebbe · Vloerzegem

Belgische gemeenten · Arrondissement Aalst · Oost-Vlaanderen · Vlaanderen